# كلية التربية (جامعة مكغيل)
كلية التربية هي من الكليات الرئيسية لجامعة مكغيل، وتقدم درجات البكالوريوس والدراسات العليا والتطوير المهني في التربية والتعليم.